# Chikashi Koizumi
Pour les articles homonymes, voir Koizumi (homonymie).
Chikashi Koizumi (古泉 千樫) ; 26 septembre 1886 - 11 août 1927, est un poète japonais.

## Biographie
Né dans la préfecture de Chiba, Koizumi qui compose des poèmes tanka appartient au groupe de poètes rassemblé autour du magazine Araragi. 

## Publications
Ses poèmes paraissent dans deux recueils : Kawa no hotori (1925) et Okulō no tsuchi (1928).

## Source de la traduction
- (de) Cet article est partiellement ou en totalité issu de l’article de Wikipédia en allemand intitulé « Koizumi Chikashi » (voir la liste des auteurs).
- Notices d'autorité :   - VIAF
  - ISNI
  - IdRef
  - LCCN
  - Italie
  - Japon
  - CiNii
  - Pays-Bas
  - Israël
  - WorldCat